# Morgane Polanski

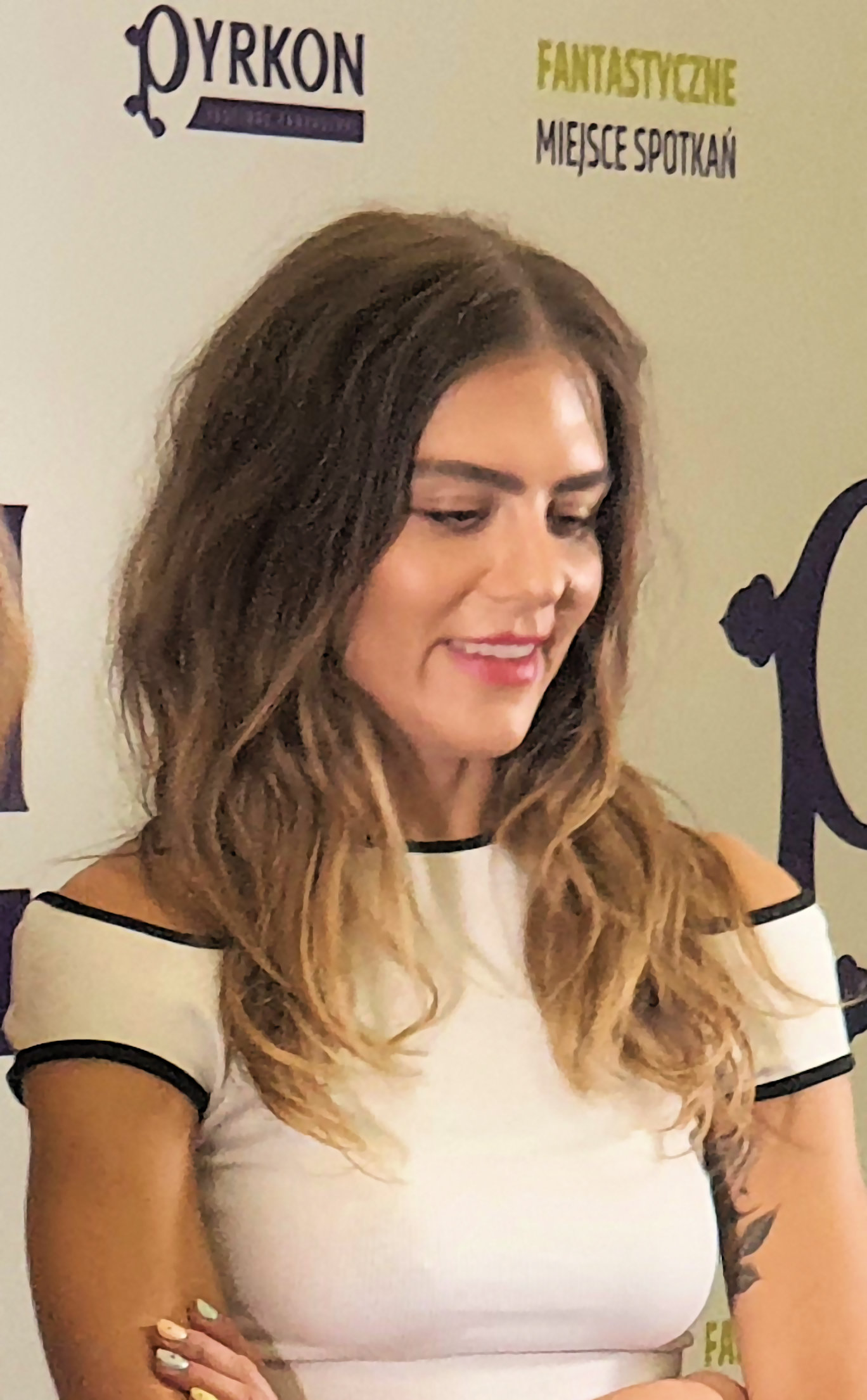
Morgane Polanski

Morgane Polanski (* 20. Januar 1993 in Paris) ist eine französische Schauspielerin.

## Leben
Morgane Polanski ist die Tochter des polnischen Filmregisseurs Roman Polański und dessen dritter Ehefrau, der französischen Schauspielerin Emmanuelle Seigner. Sie hat einen jüngeren Bruder namens Elvis (* 1998), der ebenfalls in einigen kleineren Filmrollen zu sehen war. Polanski erhielt ihre Schulbildung an der International School of Paris und studierte anschließend Schauspiel am Drama Centre London sowie an der Central School of Speech and Drama der University of London.
Ihre Schauspielkarriere begann mit Unterstützung ihrer Eltern im Jahr 2002. Sie spielte zunächst kleinere Rollen in drei Filmen, in denen ihr Vater Regie führte (Der Pianist (2002), Oliver Twist (2005) und Der Ghostwriter (2010)), sowie 2005 in dem Musikfilm Backstage, in dem ihre Mutter die Hauptrolle spielte. 2015 hatte sie ihre erste größere Rolle in der kanadisch-irischen Fernsehserie Vikings.

## Filmografie
Als Schauspielerin
- 2002: Der Pianist (The Pianist)
- 2005: Oliver Twist
- 2005: Backstage
- 2010: Der Ghostwriter (The Ghost Writer)
- 2015–2017: Vikings (Fernsehserie, 16 Folgen)
- 2015: Unhallowed Ground
- 2017: Die Frau des Nobelpreisträgers (The Wife)
- 2018: In Darkness
- 2018: The Aspern Papers
- 2019: Looted
- 2020: False Indigo (Kurzfilm)
- 2021: The French Dispatch
- 2021: Nan Yar (Kurzfilm)
- 2023: The Palace
- 2024: The Partisan

Als Regisseurin
- 2016: The Understudy (Kurzfilm)
- 2018: The Stoke (Kurzfilm)
- 2018: L’Habit ne Fait pas le Moine (Kurzfilm)
- 2021: Through the Looking Glass (Kurzfilm)

Als Drehbuchautorin
- 2018: The Stoke (Kurzfilm)

Als Produzentin
- 2018: The Stoke (Kurzfilm)